# Borat
Cet article concerne le personnage de Borat. Pour le film, voir Borat (film).
Borat Sagdiyev est un personnage de fiction interprété par l’humoriste britannique Sacha Baron Cohen. C'est un Kazakh qui est une caricature des stéréotypes sur les pays méconnus d'Asie centrale, aux coutumes et aux mœurs jugées douteuses par l'Occident.

## Biographie fictive

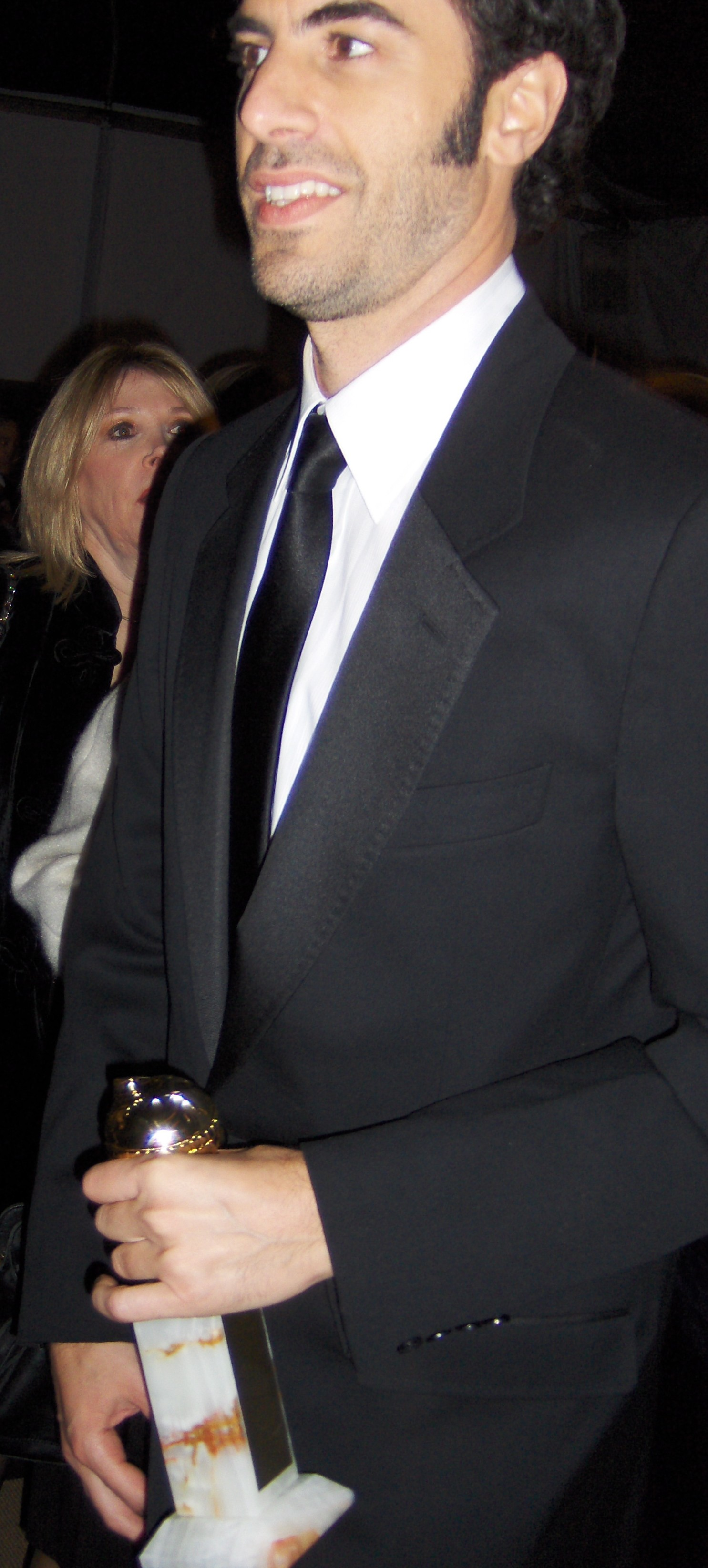
Sacha Baron Cohen, créateur et interprète du personnage de Borat.

Borat est né le 13 octobre 1971 (comme Sacha Baron Cohen) à Kuçzek, Kazakhstan. Il est le fils d'Assimar Barra Sagdiyev et de Bortak le Violeur qui est aussi son grand-père maternel. Ses relations avec sa mère ne semblent pas être très bonnes et Borat a dit qu’elle « aurait aimé/préféré être violée par un autre homme ». Borat a une sœur appelée Natalya, considérée comme la quatrième meilleure prostituée du Kazakhstan, avec laquelle il fornique souvent, ainsi qu’un petit frère nommé Bilo, qui est attardé mental et doit être enfermé dans une cage.
Borat a étudié le journalisme et la recherche sur la peste à l’université d’Astana, il a appris l’anglais sur un mode d’emploi à l’usine, sur une machine de yaourt. Il a été marié plusieurs fois et une fois avec sa demi-sœur Plough. Sa première femme fut Oksana Sagdiyev, une autre demi-sœur qui est la fille de Mariam Tulyakbay et de Bortak le Violeur. Elle a été tuée par un voisin, Nursultan Tulyakbay, qui l’a confondue avec un ours lors d’une promenade dans la forêt avec son beau-frère Bilo. Borat ne semble pas être très affecté par cet incident et l’a même fêté, car il a pu acheter une nouvelle femme qu’il prétend être moins ennuyeuse. Il entretient des relations extraconjugales stables avec une copine, une maîtresse et au moins une prostituée. Il a trois enfants : Bilak, 12 ans ; Biram, 12 ans (fille de Natalya, sa propre sœur) et Huey Lewis, 11 ans (son enfant préféré) ; ainsi que 17 petits-enfants. Borat a aussi un cochon apprivoisé, Igor, qu’il prétend aimer, même s’il l’a quand même entièrement mangé avec sa famille, y compris les yeux. 
Il a eu de nombreux emplois, allant de producteur de crème glacée à récolteur de sperme animal (il clame haut et fort que les rumeurs qui font état d’un lien entre ces deux professions sont fausses). Il prétend aussi qu’il a été « chasseur de Gitans » et se vante de pouvoir « toucher un gitan avec une pierre à quinze mètres s’il est attaché - sinon dix mètres ». 
Cohen a fait une liste des passe-temps préférés de Borat : ping pong, disco, bronzage, tirer sur des chiens. En plus d’être antisémite, sexiste et homophobe, Borat est très raciste envers les Ouzbeks et les Gitans. Borat dit qu’il a subi une violente agression de la part des Gitans, pendant laquelle sa femme Oksana Sagdiyev a été violée par un ours et qu’ils ont « touché mon cheval de manière très brutale, il a fait une déprime ». Borat prétend avoir l'anus le plus serré du village, assez serré pour ouvrir une bouteille de Pepsi. Il a de nombreuses maladies, dont la gonorrhée, la syphilis et l'herpès. Il se revendique comme un fervent admirateur de George W. Bush.

## Film

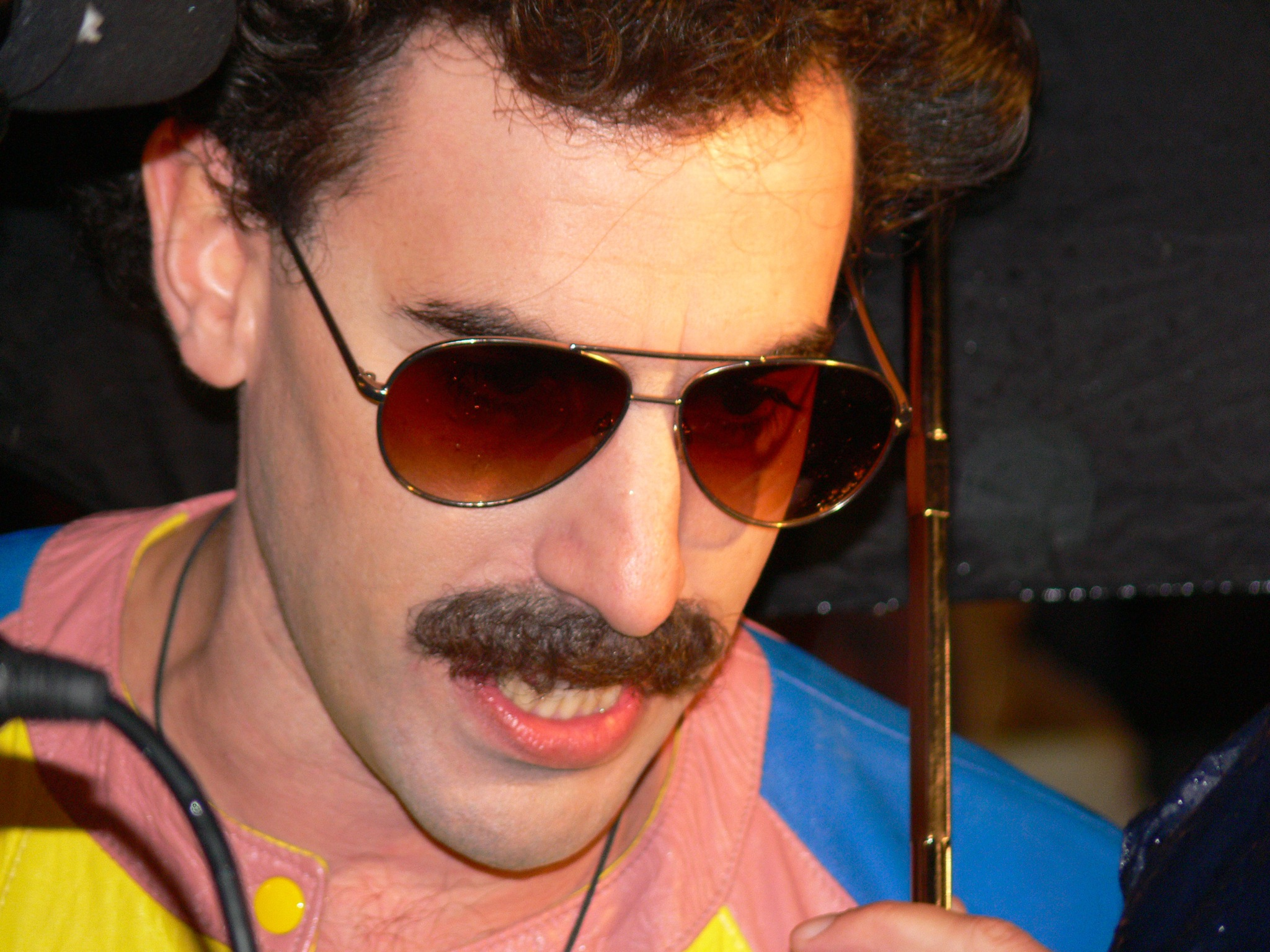
Sacha Baron Cohen joue le personnage à Leicester Square, à Londres.

Les sketchs de Borat ont été adaptés en vidéo : 
- Le film Borat, leçons culturelles sur l'Amérique au profit glorieuse nation Kazakhstan
- Le film Borat, nouvelle mission filmée : Livraison bakchich prodigieux pour régime de l’Amérique au profit autrefois glorieuse nation Kazakhstan.
- La série Borat's American Lockdown (2021)  sur Prime video.